# Tatort: Todesfahrt
Todesfahrt ist ein Fernsehfilm aus der Kriminalreihe Tatort der ARD, des ORF und SRF. Der Film wurde vom MDR unter der Regie von Udo Witte produziert und am 20. Januar 2002 erstmals ausgestrahlt. Es handelt sich um die Tatort-Folge 491. Für den Kriminalhauptkommissar Bruno Ehrlicher und seinen Kollegen Kain  ist es der siebte Fall, in dem sie in Leipzig ermitteln.

## Handlung
In der Zielausgangskurve der Radrennbahn Leipzig kommt bei einem Wettkampf der siebzehnjährige Favorit Sebastian Zander zu Fall und wird in die Klinik gebracht. Dr. Catharina Kühn, seine betreuende Ärztin, ist sofort zur Stelle, doch kann sie nicht verhindern, dass der Junge nach diesem Kreislaufkollaps ins Koma fällt und später verstirbt. Nachdem sie sich daraufhin mit ihrem Mann Tobias, der als Sportbetreuer arbeitet, streitet, erleidet sie am nächsten Tag einen tödlichen Verkehrsunfall. Der Kriminaltechniker findet eine manipulierte Bremsleitung und ruft die Kriminalpolizei hinzu. Kommissar Ehrlicher und sein Kollege Kain ermitteln und halten einen Zusammenhang mit Zanders Unfall für möglich. Nachweislich hatte der Sportler zu viel Hämoglobin im Blut, was einen illegalen Medikamenteneinsatz vermuten lässt. Als Ärztin des Sportclubs hätte Catharina Kühn das wissen müssen. Nachdem in ihr Büro eingebrochen und diverse Unterlagen durchsucht werden, erhärtet sich dieser Verdacht.
Kommissar Ehrlicher spricht mit Doris Singer, die in der Pharmafirma arbeitet, für die Catharina Kühn Präparate im Test hatte. Sie ist außerdem mit den Kühns eng befreundet, was den Kommissar stutzig macht. Sie gibt jedoch an, dass ein Sebastian Zander nicht als Proband für die Firma gemeldet gewesen sei.
Kain befragt den Sohn, Felix Kühn, nach Feinden seiner Mutter und erhält einen Hinweis auf einen unangenehmen Motorradfahrer, der sich als Sebastian Zanders Bruder herausstellt. Siggi Zander gibt zu, die Ärztin bedroht zu haben, auch habe er den Einbruch begangen, um Material gegen Dr. Kühn zu sammeln, weil er sie anzeigen wollte, doch er habe sie nicht umgebracht. Sein Vater beschuldigt zudem Tobias Kühn, das Blutaufbaupräparat seinem Sohn gegeben zu haben. Kriminaltechniker Walter inspiziert sämtliche Messer und Werkzeuge der Zanders, doch findet er keines, mit dem die Bremsleitung des Unfallwagens zerschnitten wurde.
Nachdem das Präparat im Körper von Sebastian Zander eindeutig als das der Pharmafirma identifiziert wird, in der Doris Singer arbeitet, wird bei ihr eine Hausdurchsuchung durchgeführt. Walter findet im Auto der Verdächtigen ein Taschenmesser, das sich bei näherer Untersuchung eindeutig als Tatwaffe herausstellt. Daraufhin gibt Doris Singer zu, die Bremsleitungen durchschnitten zu haben, weil sie ein Verhältnis mit Tobias Kühn habe. Ehrlicher kommt dieses Geständnis zu prompt und er hakt nach. Nicht sie hat ein Verhältnis mit Kühn, sondern ihre Tochter. Ehrlicher und Kain nehmen Vanessa Singer fest, nachdem sie sicher sind, dass sie das Messer zuletzt benutzt hat.

## Rezeption

### Einschaltquoten
Bei seiner Erstausstrahlung am 20. Januar 2002 wurde die Folge Todesfahrt in Deutschland von 7,13 Millionen Zuschauer gesehen, was einem Marktanteil von 18,50 Prozent entsprach.

### Kritik
Die Kritiker der Fernsehzeitschrift TV Spielfilm vergaben für diesen Tatort nur eine mittlere Wertung und schrieben: „Todesfahrt, die nicht in die Gänge kommt.“

## Drehort
Das verunglückte Auto wurde auf der A 38 aus Richtung Leipzig kommend unter der B 91 gedreht, wo sich die Anschlussstelle Leuna befindet, somit eindeutig in Sachsen-Anhalt. Die Abschlussszene wurde an ebendieser Stelle auf der Richtungsfahrbahn der B 91 nach Norden auf der Brücke gedreht.